# Centrolene daidaleum
Centrolene daidaleum (Ruíz-Carranza & Lynch, 1991) è un anfibio anuro appartenente alla famiglia Centrolenidae.

## Descrizione
I maschi adulti misurano mediamente da 20 a 24,1 mm e le femmine misurano circa 25,5 mm.

## Distribuzione
Questa specie è endemica della Colombia.